# 锡安合作商业公司

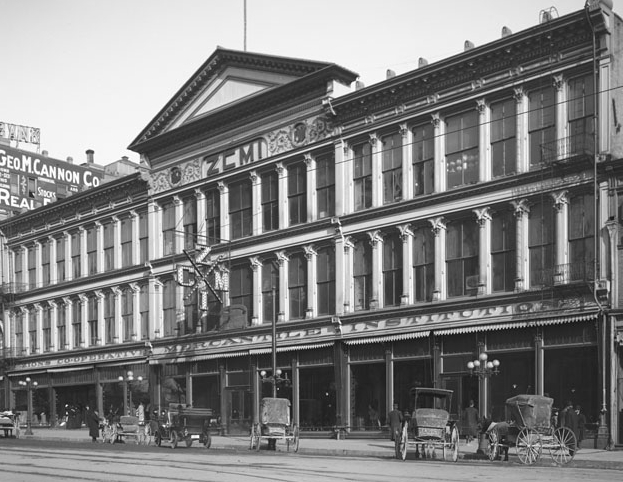
锡安合作商业公司(ZCMI)，1910年

锡安合作商业公司（英語：Zion's Cooperative Mercantile Institution；简称ZCMI）是美国的第一家百货公司 。它是于1868年10月9日由杨百翰建立的。 多年来，它使用"美国第一家百货商店" 为其口号。

## 历史
尽管耶稣基督后期圣徒教会（LDS教会）当时在盐湖地区建立其教会已有20年，他们却被周围的社区所鄙视，因为杨百翰贬低了当时非教徒的商人的对必需品的价格欺诈的行为 ，并且杨百翰在1866年鼓励抵制这些非教徒的生意。  教徒商人在与教徒做生意的的时候经常被批发商收取更高的价钱。 
部分原因是铁路即将完工，部分原因是为了营造更加公平的商业氛围，杨百翰的想法是鼓励教友的企业在同一屋檐下团结起来。  通过集中资源，他们能够制作更大的订单，专门（当时）向LDS教会成员出售材料和商品。  :8–9  ZCMI于1868年正式成立，并于1870年成立为期25年的可续签合同。  :19  其中的核心部分是LDS教会购买的Eagle Emporium部分，这是一家由William Jennings拥有的商业公司集团。  :23
ZCMI成为一支强大的商业力量，最终制造了自己的靴子和鞋子系列，以及一系列工作服。  它还销售了从满足住房需求，木材，钉子等到家居需求的产品，如面布料，针，线，食品保鲜产品，家具和帐帘，甚至一些美容产品; 几乎所有先驱者（早期在犹他州的移民）生活必须的一切。 
基于犹他州盐湖城 ，它很快成为社区中的家喻户晓的名字。  LDS教会在公司中发挥了重要影响，在1999年12月最终出售之前一直保留着ZCMI的多数股权。  该商店是由LDS教会的早期组织Fifty Council的投票建立的。 
1999年12月，由于连续两年亏损，加上经济和社会压力不断增加，ZCMI被出售给May Department Stores Company （后被联合百货公司收购)。  ZCMI以其原始名称运营，作为May位于俄勒冈州波特兰市的Meier＆Frank部门的一部分，直到2002年4月，当时这些商店采用了Meier＆Frank的名称。  除名称变更外， 洛根和圣乔治的犹他州商店以及爱达荷福尔斯和波卡特洛的爱达荷商店也被出售给了迪拉德 。  到2002年8月，这些商店在5月份进一步整合到加利福尼亚州洛杉矶分部Robinsons-May ，但保留了Meier＆Frank的铭牌。 
ZCMI的外立面用于城市溪流中心 ，保留了原有的ZCMI铭牌作为梅西百货的前沿。 

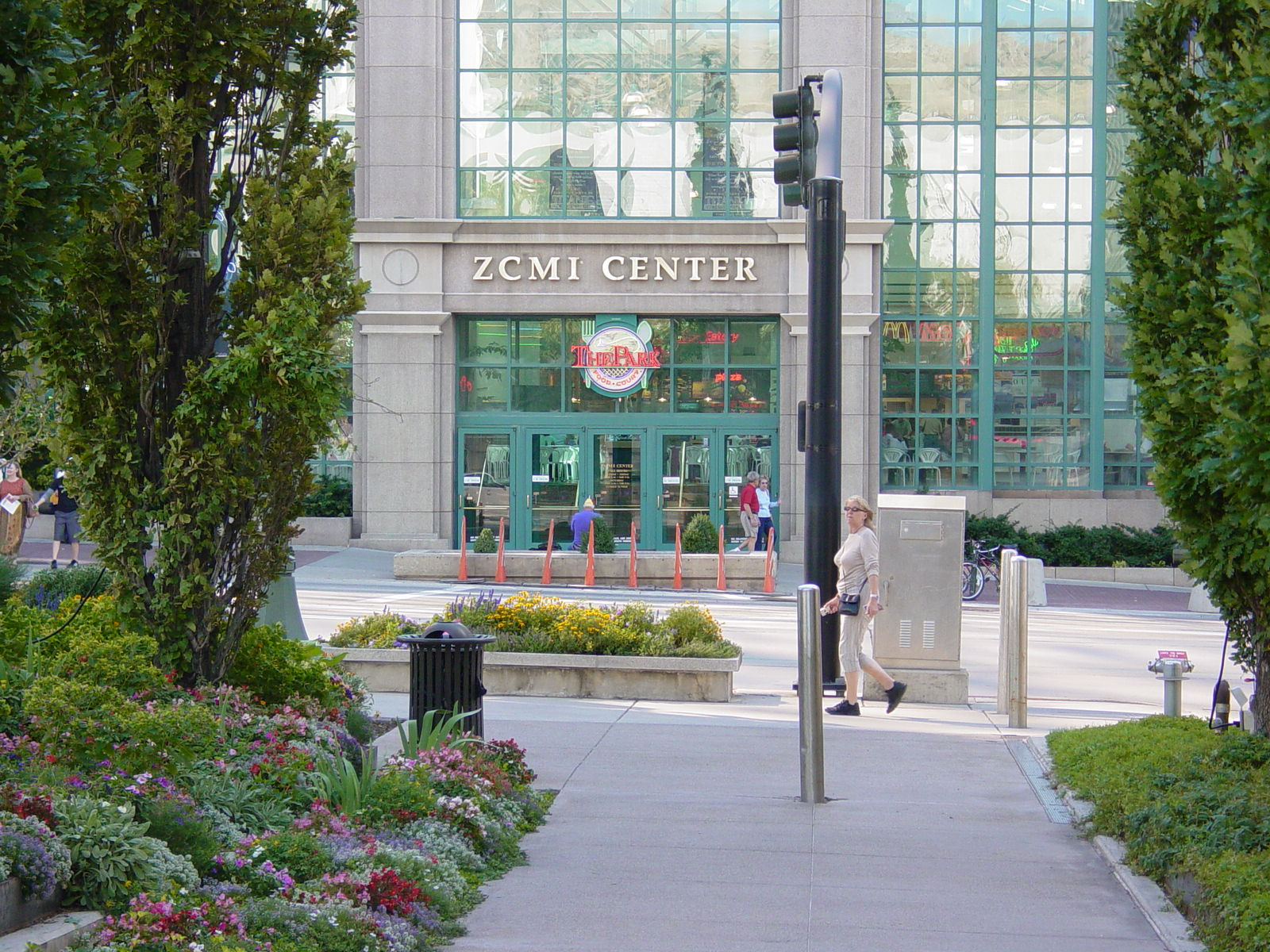
2009年之前盐湖城市中心ZCMI中心商场入口的照片 。

## 扩展阅读
- Zobell, Albert L., Jr., , Improvement Era, October 1968, 71 (10): 32